# FashionGuide
FashionGuide是台灣的一個時尚美妝網站，由風尚數位科技股份有限公司經營。FashionGuide係由謝攸升、張倫維等人於1997年所創立，是以討論區的形式經營社群，並且擁有大量的時尚美容資料庫。

## 歷史和發展
- 1997年9月，實踐大學服裝設計系的學生謝攸升、孫莉婷、張倫維和吳建緯合作，成立FashionGuide網站。
- 2000年4月，Fashion討論區成立。
- 2000年11月，推出「爛店開罵」讓消費者抱怨店家，流量獲得大幅成長。
- 2005年3月，推出美容商品投票服務大受歡迎，更推出FG試用報告服務。
- 2006年5月，FG市調大隊服務上線，依照會員年資和發言專業度選出評鑑員，並按年資和參與度加權計票，發出「特優」及「優選」標章。
- 2006年12月，出版「FG美妝」實體雜誌。
- 2007年8月，於MTV台開播「FashionGuide愛漂亮」時尚美容節目，主持人為隋棠，自8月4日開播至11月24日，共播出17集節目[2]。
- 2007年8月，於藥妝通路屈臣氏設立『FG優良商品專櫃』[3]。
- 2012年3月，推出部落格服務，提供網友自行建立部落格[4]。
- 2013年1月，獲得日本的 CyberAgent Ventures 公司投資，並透過旗下的 CA-JAIC China Internet Fund II 完成相關投資作業。[5]
- 2017年1月，與中國抹茶美妝，韓國Powderroom三方成立TAB亞洲美妝大賞，挑選出意見領袖，經過試用後，發出「TAB台灣」、「TAB中國」、「TAB韓國」標章[6]。
- 2018年5月，推出驗真相服務，主動收集時下熱門商品，送SGS檢測，公佈檢驗結果，替網友把關商品品質[7]。
- 2018年7月，2018 第11屆美妝大賞活動開跑，集結網友最愛 FG 評鑑美妝與人氣時尚品牌參與票選年度 Top1。FashionGuide 以#美力覺醒主題為主題，邀請人氣網紅 Dora 謝雨芝、紀卜心擔任美力大使、Youtuber及百大部落客擔任美妝大賞評鑑客座評審，並串聯美麗華百貨，享有屈臣氏、寶雅熱銷商品獨家優惠。[8][9][10]。

## 外部連結
- FashionGuide網站（页面存档备份，存于）